# Djelal ed-Din Korkmasov
Djelal ed-Din Korkmasov (Calalutdin Qorqmas, 1877-1937) est un homme politique, chef d'État, diplomate et acteur intellectuel Koumyk du Daghestan. Victime des répressions staliniennes de 1937, il est réhabilité à titre posthume le 4 août 1956.

## Biographie

### Jusqu'à la révolution
Koumyk de nationalité, Korkmasov naît dans une famille de la noblesse héréditaire du Daghestan. Son nom dérive de la racine turcique « qorq/kork » - « la peur », et du suffixe privatif « maz/mez », signifiant donc « courageux, intrépide ». XIXe siècle. Djelal ed-Din Korkmasov étudie au lycée de Stavropol, avant d'entrer à l'université de Moscou en 1897. Il se rend ensuite en France, où il étudie à la Sorbonne. En 1904-1906, Korkmasov vit au Daguestan, où il pratique le métier d'avocat dans la ville de Temir Khan Shura. Il participe à l'agitation sociale dans les campagnes du Daguestan et devient député de la première Douma d'empire. En juin 1906, Korkmasov est arrêté sur ordre du Département de la Police et est exilé à partir du 20 août dans le gouvernement d'Olonets. Au début de 1907, il reçoit l'autorisation d'émigrer et se rend à Paris, où il continue à étudier à la Sorbonne et se rapproche de l'émigration politique ottomane en France. 
Après la révolution jeune-turque de juillet 1908 qui renverse le pouvoir du sultan Abdülhamid II, Korkmasov se rend à Constantinople entre octobre 1909 et juin 1910. Il y édite un journal illustré en russe, les Nouvelles de Stamboul (Стамбульские новости), tiré à mille exemplaires. Trente-trois numéros de ce journal sont édités. Le journal rencontre un accueil chaleureux et l'ambassadeur russe à Constantinople, Nikolaï Tcharykov, envoie des rapports élogieux sur la personnalité de Korkmasov. Il voit en effet dans les Nouvelles de Stamboul un organe susceptible de favoriser le rapprochement russo-turc qu'il appelle de ses vœux. Cependant, en raison de divergences avec le gouvernement jeune-turc, le journal doit cesser son activité. Korkmasov écrit au même moment le premier guide touristique de Constantinople en langue russe. Il écrit en parallèle pour plusieurs journaux, notamment Türk yurdu.

### Révolution et guerre civile
À la suite de la révolution de février 1917, Korkmasov revient en Russie et organise à Temir Khan Shura un groupe socialiste daguestanais. En tant que leader de la nouvelle organisation, Korkmasov développe une activité politique intense. Il est candidat aux élections à l'Assemblée constituante russe, à laquelle il est élu. Il est également président, à partir d'août 1917, du comité exécutif régional, qui fait fonction de gouvernement du Daguestan. Il se rallie clairement au pouvoir bolchevique à partir du début de l'année 1918. À l'hiver 1918-1919, le Daguestan est soumis aux assauts des forces russes blanches. Korkmasov prend la tête de la résistance et organise une armée irrégulière qui mène une guerre de guérilla contre les forces du général Dénikine. Cette activité lui vaut un grand prestige et une reconnaissance parmi les dirigeants bolcheviques.

### Activité à la tête du Daguestan
À partir du 11 avril 1920 est créé le Comité révolutionnaire du Daguestan (Dagrevkom), dont Korkmasov devient président. En novembre, l'autonomie du Daguestan est proclamée et dès janvier 1921, une république autonome est déclarée. Le 12 février 1921, Korkmasov dirige une délégation qui rencontre Lénine et évoque les questions les plus urgentes auxquelles est confronté le Daguestan, au premier rang desquelles les difficultés alimentaires et financières. Une commission spéciale est créée à Moscou pour les affaires du Daguestan, à l'initiative de Korkmasov. Entre 1922 et sa mort, Korkmasov est membre du Comité exécutif central. 
En août 1925, Korkmasov participe à l'organisation du premier congrès de turcologie, initialement prévu pour décembre de l'année. Mikhail Veltman, Grigorij Brojdo, Vasilij Bartol'd, Alexandre Samojlovich, Sergej Ol'denburg, Bekir Chobanzade, Nikolaï Achmarine et d'autres sont également membres du comité d'organisation. Le congrès a finalement lieu à Bakou en février-mars 1926 et Korkmasov en devient vice-président. 
Sous sa direction, le Daguestan connaît de grandes transformations sociales et économiques, caractérisées notamment par le début de l'industrialisation et la collectivisation. En 1923, le Daguestan participe à l'exposition agricole de Moscou, qui permet aux républiques d'exposer leurs réalisations.

### Activité diplomatique
À partir d'août 1920, Korkmasov, tout en étant chef du gouvernement du Daguestan, exerce la fonction de premier conseiller à la représentation de RSFSR en Turquie. Le 1er septembre 1920, Korkmasov participe aux travaux d'ouverture du congrès des peuples de l'Orient, organisé par les Bolcheviks à Bakou. Il y opère à la fois comme orateur et comme traducteur entre le turc, le français et le russe. À l'issue du congrès, il est élu dans le comité d'action pour l'Orient. En 1921, il participe aux négociations qui débouchent sur le traité de Moscou, entre Russie et Turquie kémaliste. En 1923, il mène plusieurs négociations avec la France et l'Italie sur diverses questions. 

### Transfert à Moscou et dernières années de vie
En décembre 1931, Korkmasov quitte son poste de président du conseil des commissaires du peuple du Daguestan et commence à travailler au sein du Comité exécutif central. Il occupe le poste de secrétaire-adjoint du Conseil des nationalités, une des deux chambres du Comité exécutif central. Il exerce ces fonctions jusqu'en 1937, en parallèle d'activités scientifiques, éditoriales et budgétaires. Il participe ainsi aux travaux du Comité central du nouvel alphabet. Il dirige en 1934 le comité consacré à l'organisation des festivités en URSS pour le millième anniversaire du poète persan Ferdowsî.
En 1937, Korkmasov est victime des purges staliniennes et exécuté. 

## Personnalité
Dans les témoignages de ses contemporains, Korkmasov apparaît comme une personnalité hautement éduquée et charismatique. Polyglotte, il reste en contact avec de nombreuses figures européennes (par exemple Fridtjof Nansen, qui le rencontre en 1925 au Daguestan).